# ديفيد جون حنا
ديفيد جون حنا هو سياسي أمريكي، ولد في 4 يونيو 1866 في كالترفيل في الولايات المتحدة، وتوفي في 12 أبريل 1946 في غلينديل في الولايات المتحدة. نشط حزبياً في الحزب الجمهوري. وقد انتخب نائب حاكم كانساس ‏.